# Рута садова

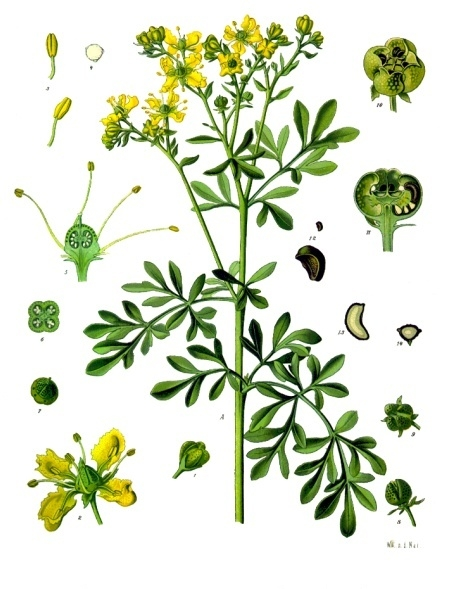
Ruta graveolens

Ру́та запашна́ (ін. назви: рута садова, рута городня, рута пахуча) (R. graveolens L. = R. graveolens ssp. hortensis Gams. = Ruta hortensis Mill.) — багаторічна рослина з родини рутових (Rutaceae), отруйна. Флора Європи як прийняту назву подає саме R. graveolens L., а R. divaricata Ten. та R. hortensis Mill. подає як синоніми.

## Опис
Трав'яниста сизувато-зелена гола рослина. Стебла прямостоячі, 20—60 см заввишки, розгалужені, при основі дерев'яніючі. Листки чергові, залозисто-крапчасті, яйцеподібно-трикутні, 2—3-перисторозсічені, з видовженооберненояйцеподібними цілокраїми або дрібнозарубчастими тупуватими частками, з яких середня більша і часто з виїмкою на верхівці. Квітки правильні, двостатеві, у верхівковому щиткоподібному суцвітті (верхня квітка в суцвітті п'ятичленна, решта — чотиричленні); пелюстки жовті, на верхівці з шоломиком, до основи раптово звужені в нігтик, угорі цілокраї або зубчасті. Плід — коробочка. Квітне у червні — липні.

## Поширення
Рута садова дико росте лише в Криму. В інших районах (переважно в південно-західній частині України) її культивують як декоративну, лікарську та етероносну рослину.

## Заготівля і зберігання
Для виготовлення ліків використовують свіжу або сушену траву рути (Herba Rutae graveolenis), зібрану в період цвітіння рослини.
Збирати руту треба в гумових рукавицях, бо свіжий сік рослини подразнює шкіру і спричинює опіки у вигляді водянистих пухирців (перша допомога в цьому випадку — зробити компрес із свіжих розтертих квіток нагідок лікарських) і навіть набряки (алергічна реакція настає через 20—24 години).
Сушать сировину під укриттям на вільному повітрі або в приміщенні, яке добре провітрюється. Штучне сушіння проводять при температурі, не вищій за 35°. Контролюючи хід сушіння, треба користуватися респіратором. Сухої трави виходить 20 %. Готову сировину зберігають без доступу прямого сонячного проміння у добре закритих банках або бляшанках.
Рослина офіцинальна у восьми країнах світу.

## Хімічний склад

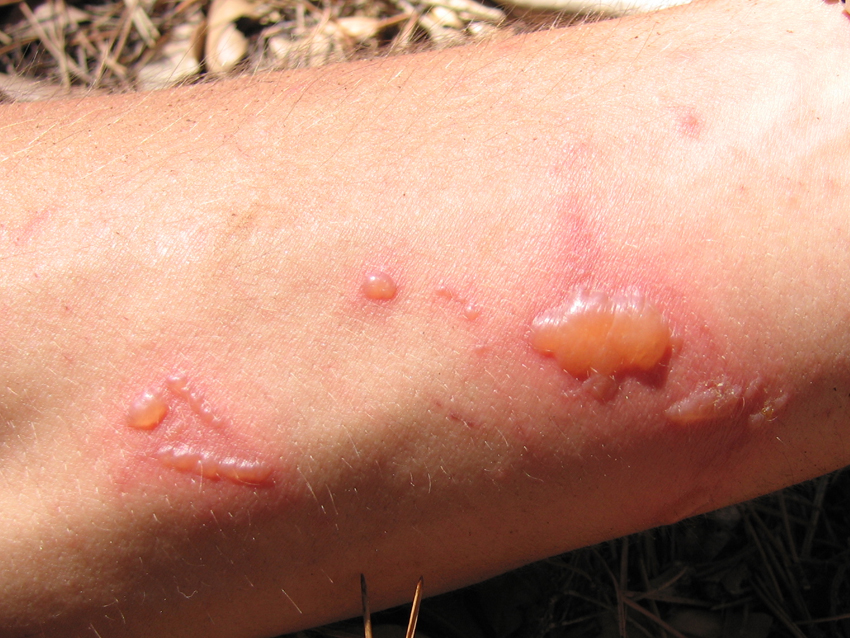
Опіки у вигляді водянистих пухирців у жарку погоду

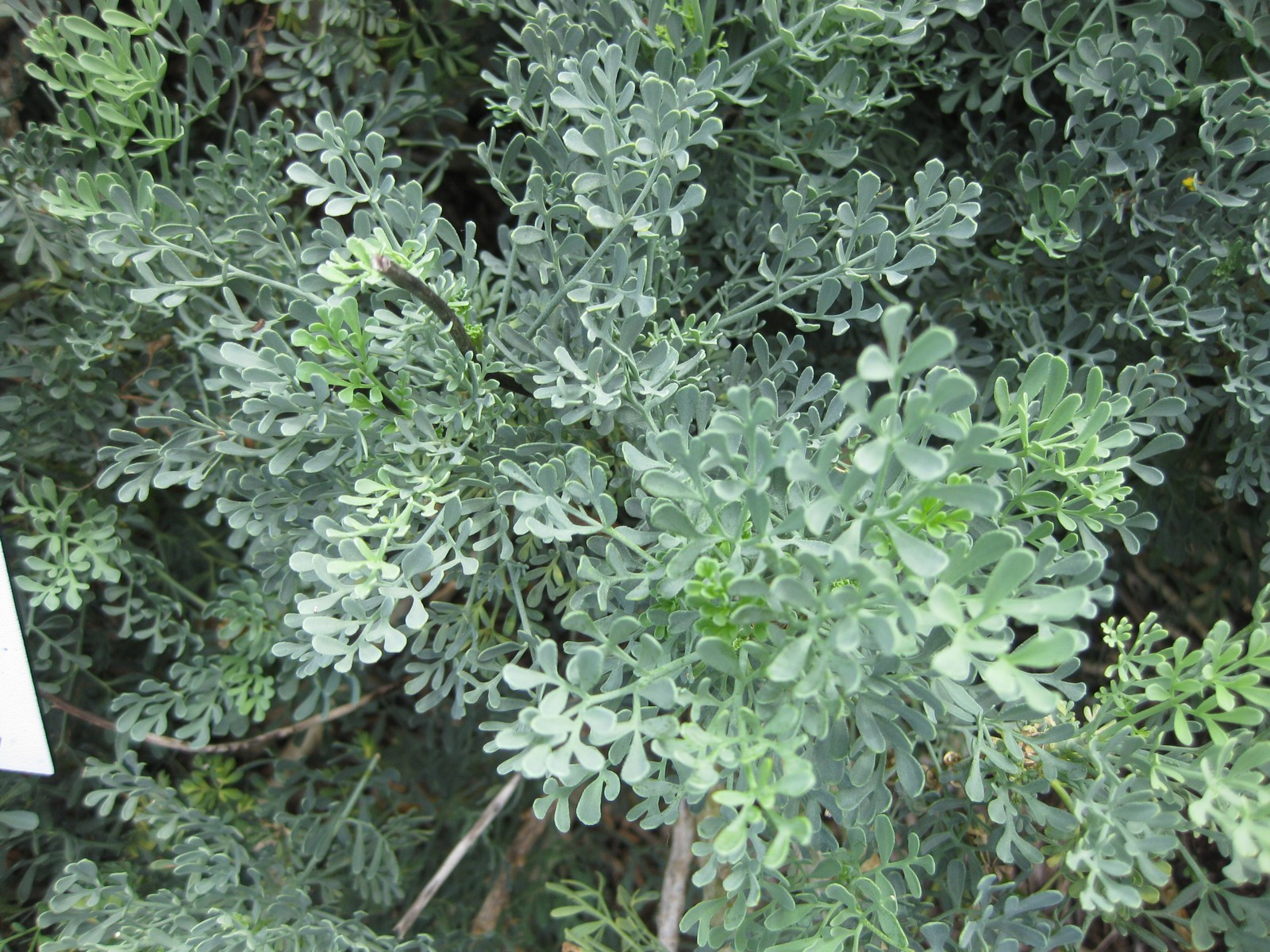
Листя рути садової

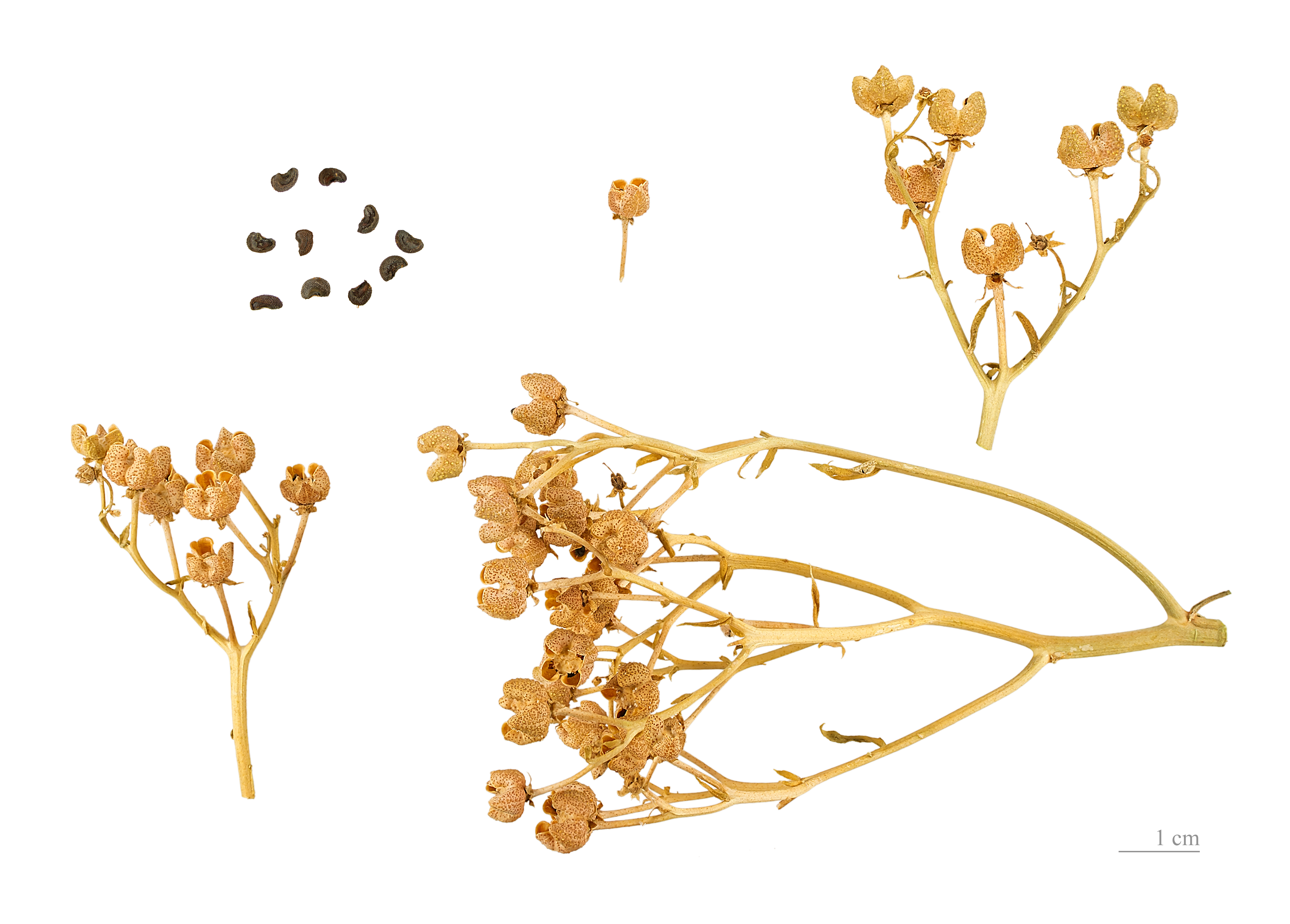
Ruta graveolens

Особливістю хімічного складу рути садової є одночасна наявність алкалоїдів (0,2—1,4 %) і ефірної олії (у сушеній траві до 0,7 %), що в рослинному світі спостерігається нечасто. Алкалоїди рути — похідні хіноліну, фурохіноліну та акридину: скіміанін, кокусагінін, гравеолін-руталеїн, гравеолінін, фагарин, диктамнін, арборин, арборинін та ін. До складу ефірної олії входять кетони (метилгептилкетон, мєтилгексилкетон, метилоктилкетон, метилнонілкетон, альфа-нонанон та ін.), на які припадає 90 % від її загального складу, пінени, метилсаліцилат, альфа-нонілацетат, лимонен, цимол, бензальдегід, мірцен, елімол, ундеканон, цимен, цинеол, кумінальдегід, цитронелол, карвакрол, гваякол, линалоол, капронова, капралова, пальмітинова та анісова кислоти, ундециловий спирт та інші аліфатичні спирти. Крім алкалоїдів і ефірної олії, у траві рути є фурокумарини і кумарини (бергаптен, псорален, ксантотоксин, рутарин, рутамарин, рутаретин, ізоімператорин, ізопімпінелін, умбеліферон, герніарин, скополетин, рафноретин та ін.), флавоноїдний глікозид рутин, лігнан савінін, гравеоленова кислота, акроніцин, смолисті та інші речовини.

## Фармакологічні властивості і використання
Рута садова — одна з популярних лікарських рослин. Багатий хімічний склад рослини зумовлює широкий спектр її лікувальних властивостей. Найважливішою властивістю рути є її здатність знімати спазми гладенької мускулатури травного тракту, жовчних і сечовивідних шляхів та периферичних кровоносних судин. Як наслідок знижується артеріальний тиск, уповільнюються серцеві скорочення, підвищується діурез, поліпшується відтік жовчі.
Важливе терапевтичне значення має здатність рути ущільнювати стінки кровоносних судин, завдяки чому їхня резистентність та еластичність збільшуються, а ламкість і можливість ушкодження зменшуються.
Відмічено слабку седативну дію рути. Гіркі речовини, що є в рослині, збуджують виділення шлункового соку; фурокумарини підвищують чутливість шкіри до ультрафіолетового проміння; акроніцин виявляє протипухлинну активність.
Показаннями до призначення рути (per se або в суміші з іншими лікарськими рослинами) є бронхіальна астма, захворювання шлунково-кишкового тракту, що супроводяться спазмами, жовчнокам'яна хвороба, головні болі, пов'язані зі спазмами судин, атеросклероз, серцеві неврози, варикозне розширення вен, істерія, епілепсія, нервові розлади в клімактеричному періоді, імпотенція та наявність глистів
(Ascaris lumbricoides).
Як еменагогічний засіб руту використовують при гіпоменструальному синдромі й альгоменореї. Найдоцільніша форма застосування — настойка, оскільки у спирті діючі речовини рути розчиняються краще.
Крім настойки, часто використовують холодний настій рослини. Застосовують руту і як зовнішній засіб. Настій використовують при запаленні повік і висипах на шкірі, а настойку — при ревматизмі, подагрі, невралгії й люмбаго.
Свіжа рослина містить від 0,1 до 0,15 % етерової олії, має глюкозид рутин, що діє як сильний гіпотенсивний засіб; вживають у гомеопатії. Культивують як декоративну, лікарську та етерову рослину.
В Україні рута оспівана у численних народних піснях, вона була символом чистоти, незайманості. Похідний прикметник «рутній», що засвідчений у деяких словниках, означає «незайманий».
- 9326 Рута — астероїд, названий на честь цього виду рослин[4].